# Фери Порше
Фердинанд (Фери) Антон Ернст Порше (на немски: Ferdinand „Ferry“ Anton Ernst Porsche, * 19 септември 1909 във Винер Нойщат; † 27 март 1998 в Цел ам Зее) е австрийски производител на автомобили и инженер.
Той е единственият син на Фердинанд Порше. Сестра му Луизе Пиеш (1904-1999) се омъжва за адвоката Антон Пиеш, който ръководи от 1941 до 1945 г. „Фолксваген“ във Волфсбург. Тя остава да живее в Австрия, а Фери живее предимно в Щутгарт.
До 1972 г. той е директор на Dr. Ing. h. c. F. Porsche KG.
Фери Порше е женен от 1935 г. до нейната смърт за Доротеа Порше, род. Райтц (1911–1985) от Щутгарт. Техните 4 сина са: Фердинанд (1935–2012), Герхард (* 1938), Ханс-Петер (* 1940) и Волфганг (* 1943).